# Премия BAFTA за лучшую женскую роль второго плана
Премия BAFTA за лучшую женскую роль второго плана вручается Британской академией кино и телевизионных искусств с 1969 года за роли в фильмах, вышедших на экран в год, предшествующий премии. В период 1981-82 гг. на 34-й и 35-й церемониях BAFTA за достижения 1980-81 гг. награда лучшим второстепенным актрисам не вручалась.
Ниже приведён полный список победителей и номинантов. Имена победителей выделены жирным шрифтом и отдельным цветом.

## 1969—1970
| Год  | Церемония | Фотографии лауреатов                                           | Лауреаты и номинанты                                                                             |
| ---- | --------- | -------------------------------------------------------------- | ------------------------------------------------------------------------------------------------ |
| 1969 | 22-я      |                                                                | • Билли Уайтлоу — «Чарли Бабблз» за роль Лотти Бабблз и «Расшатанные нервы» за роль Джоан Харпер |
| 1969 | 22-я      | • Вирджиния Мэскелл — «Интерлюдия» за роль Антонии             |                                                                                                  |
| 1969 | 22-я      | • Симона Синьоре — «Игры» за роль Лизы                         |                                                                                                  |
| 1969 | 22-я      | • Пэт Хейвуд — «Ромео и Джульетта» за роль кормилицы Джульетты |                                                                                                  |
| 1970 | 23-я      |                                                                | • Селия Джонсон — «Расцвет мисс Джин Броди» за роль мисс Маккей                                  |
| 1970 | 23-я      | • Мэри Вимбуш — «О, что за чудесная война» за роль Мэри Смит   |                                                                                                  |
| 1970 | 23-я      | • Памела Франклин — «Расцвет мисс Джин Броди» за роль Сэнди    |                                                                                                  |
| 1970 | 23-я      | • Пегги Эшкрофт — «Три не превращается в два» за роль Бэлль    |                                                                                                  |

## 1971—1980
| Год  | Церемония | Фотографии лауреатов                                                           | Лауреаты и номинанты                                                           |
| ---- | --------- | ------------------------------------------------------------------------------ | ------------------------------------------------------------------------------ |
| 1971 | 24-я      |                                                                                | • Сюзанна Йорк — «Загнанных лошадей пристреливают, не правда ли?» за роль Элис |
| 1971 | 24-я      | • Эвин Кроули — «Дочь Райана» за роль Морин Кэссиди                            |                                                                                |
| 1971 | 24-я      | • Эстель Парсонс — «Человек-арбуз» за роль Альтеа                              |                                                                                |
| 1971 | 24-я      | • Морин Стэплтон — «Аэропорт» за роль миссис Инес Герреро                      |                                                                                |
| 1972 | 25-я      |                                                                                | • Маргарет Лейтон — «Посредник» за роль миссис Модсли                          |
| 1972 | 25-я      | • Джорджия Браун — «Бешеная луна» за роль Сары Чарльз                          |                                                                                |
| 1972 | 25-я      | • Джорджия Энджел — «Отрыв» за роль Марго                                      |                                                                                |
| 1972 | 25-я      | • Джейн Эшер — «Глубина» за роль Сьюзан                                        |                                                                                |
| 1973 | 26-я      |                                                                                | • Клорис Личмен — «Последний киносеанс» за роль Рут Поппер                     |
| 1973 | 26-я      | • Мариса Беренсон — «Кабаре» за роль Наталии Ландауэр                          |                                                                                |
| 1973 | 26-я      | • Айлин Бреннан — «Последний киносеанс» за роль Женевьевы                      |                                                                                |
| 1973 | 26-я      | • Шелли Уинтерс — «Приключение „Посейдона“» за роль Белл Розен                 |                                                                                |
| 1974 | 27-я      |                                                                                | • Валентина Кортезе — «Американская ночь» за роль Северины                     |
| 1974 | 27-я      | • Розмари Лич — «Настанет день» за роль Мэри Маклейн                           |                                                                                |
| 1974 | 27-я      | • Дельфин Сейриг — «День Шакала» за роль Колетт де Монпеллье                   |                                                                                |
| 1975 | 28-я      |                                                                                | • Ингрид Бергман — «Убийство в „Восточном экспрессе“» за роль Греты Олссон     |
| 1975 | 28-я      | • Сильвия Сидни — «Летние желания, зимние мечты» за роль миссис Притчетт       |                                                                                |
| 1975 | 28-я      | • Сильвия Симс — «Финиковая косточка» за роль Маргарет Стивенсон               |                                                                                |
| 1975 | 28-я      | • Синди Уильямс — «Американские граффити» за роль Лори Хендерсон               |                                                                                |
| 1976 | 29-я      |                                                                                | • Дайан Ладд — «Алиса здесь больше не живёт» за роль Фло                       |
| 1976 | 29-я      | • Рони Блэкли — «Нэшвилл» за роль Барбары Джин                                 |                                                                                |
| 1976 | 29-я      | • Лилия Гольдони — «Алиса здесь больше не живёт» за роль Би                    |                                                                                |
| 1976 | 29-я      | • Гвен Уэллс — «Нэшвилл» за роль Сьюлин Гэй                                    |                                                                                |
| 1977 | 30-я      |                                                                                | • Джоди Фостер — «Багси Мэлоун» за роль Таллулы и «Таксист» за роль Айрис      |
| 1977 | 30-я      | • Аннетт Кросби — «Туфелька и роза» за роль Феи-Крёстной                       |                                                                                |
| 1977 | 30-я      | • Вивьен Мерчант — «Возвращение домой» за роль Рут                             |                                                                                |
| 1977 | 30-я      | • Билли Уайтлоу — «Омен» за роль миссис Бэйлок                                 |                                                                                |
| 1978 | 31-я      |                                                                                | • Дженни Эгаттер — «Эквус» за роль Джилл Мэйсон                                |
| 1978 | 31-я      | • Джоан Плаурайт — «Эквус» за роль Доры Стрэнг                                 |                                                                                |
| 1978 | 31-я      | • Шелли Уинтерс — «Следующая остановка — Гринвич-Виллидж» за роль Фэй Лапински |                                                                                |
| 1978 | 31-я      | • Джеральдина Чаплин — «Добро пожаловать в Лос-Анджелес» за роль Карен Худ     |                                                                                |
| 1979 | 32-я      |                                                                                | • Джеральдин Пейдж — «Интерьеры» за роль Евы                                   |
| 1979 | 32-я      | • Анджела Лэнсбери — «Смерть на Ниле» за роль Саломеи Оттеборн                 |                                                                                |
| 1979 | 32-я      | • Мэгги Смит — «Смерть на Ниле» за роль мисс Бауэрс                            |                                                                                |
| 1979 | 32-я      | • Мона Уошборн — «Стиви» за роль тётушки Стиви                                 |                                                                                |
| 1980 | 33-я      |                                                                                | • Рейчел Робертс — «Янки» за роль миссис Клэрри Мортон                         |
| 1980 | 33-я      | • Лиза Айкхорн — «Европейцы» за роль Гертруды                                  |                                                                                |
| 1980 | 33-я      | • Мерил Стрип — «Манхэттен» за роль Джилл Дэвис                                |                                                                                |
| 1980 | 33-я      | • Мэриел Хемингуэй — «Манхэттен» за роль Трейси                                |                                                                                |

## 1983—1990
| Год  | Церемония | Фотографии лауреатов                                             | Лауреаты и номинанты                                           |
| ---- | --------- | ---------------------------------------------------------------- | -------------------------------------------------------------- |
| 1983 | 36-я      |                                                                  | • Морин Стэплтон — «Красные» за роль Эммы Гольдман             |
| 1983 | 36-я      | • Рохини Хаттангади — «Ганди» за роль Кастурбы Ганди             |                                                                |
| 1983 | 36-я      | • Кэндис Берген — «Ганди» за роль Маргарет Бурк-Уайт             |                                                                |
| 1983 | 36-я      | • Джейн Фонда — «На золотом озере» за роль Челси Тэйер Уэйн      |                                                                |
| 1984 | 37-я      |                                                                  | • Джейми Ли Кёртис — «Поменяться местами» за роль Офелии       |
| 1984 | 37-я      | • Тери Гарр — «Тутси» за роль Сэнди Лестер                       |                                                                |
| 1984 | 37-я      | • Морин Липман — «Воспитание Риты» за роль Триш                  |                                                                |
| 1984 | 37-я      | • Розмари Харрис — «Обед пахаря» за роль Энн Бэррингтон          |                                                                |
| 1985 | 38-я      |                                                                  | • Лиз Смит — «Частное торжество» за роль матери Джойс          |
| 1985 | 38-я      | • Эйлин Аткинс — «Костюмер» за роль Мэдж                         |                                                                |
| 1985 | 38-я      | • Тьюсдей Уэлд — «Однажды в Америке» за роль Кэрол               |                                                                |
| 1985 | 38-я      | • Шер — «Силквуд» за роль Долли Пелликер                         |                                                                |
| 1986 | 39-я      |                                                                  | • Розанна Аркетт — «Отчаянно ищу Сьюзен» за роль Роберты Гласс |
| 1986 | 39-я      | • Джуди Денч — «Уэзерби» за роль Марсии Пиллборо                 |                                                                |
| 1986 | 39-я      | • Трейси Ульман — «Беспокойное сердце» за роль Элис Парк         |                                                                |
| 1986 | 39-я      | • Анжелика Хьюстон — «Честь семьи Прицци» за роль Мэйроуз Прицци |                                                                |
| 1987 | 40-я      |                                                                  | • Джуди Денч — «Комната с видом» за роль Элеанор Лэвиш         |
| 1987 | 40-я      | • Розанна Аркетт — «После работы» за роль Марси Фрэнклин         |                                                                |
| 1987 | 40-я      | • Розмари Лич — «Комната с видом» за роль миссис Ханичёрч        |                                                                |
| 1987 | 40-я      | • Барбара Херши — «Ханна и её сёстры» за роль Ли                 |                                                                |
| 1988 | 41-я      |                                                                  | • Сьюзан Вулдридж — «Надежда и слава» за роль Молли            |
| 1988 | 41-я      | • Джуди Денч — «Черинг Кросс Роуд, 84» за роль Норы Доул         |                                                                |
| 1988 | 41-я      | • Ванесса Редгрейв — «Навострите ваши уши» за роль Пегги Рэмси   |                                                                |
| 1988 | 41-я      | • Дайан Уист — «Дни радио» за роль Би                            |                                                                |
| 1989 | 42-я      |                                                                  | • Джуди Денч — «Пригоршня праха» за роль миссис Бивер          |
| 1989 | 42-я      | • Мария Айткин — «Рыбка по имени Ванда» за роль Венди Лич        |                                                                |
| 1989 | 42-я      | • Энн Арчер — «Роковое влечение» за роль Бет Галлагер            |                                                                |
| 1989 | 42-я      | • Олимпия Дукакис — «Власть луны» за роль Розы Касторини         |                                                                |
| 1990 | 43-я      |                                                                  | • Мишель Пфайффер — «Опасные связи» за роль мадам де Турвель   |
| 1990 | 43-я      | • Лора Сан Джакомо — «Секс, ложь и видео» за роль Синтии         |                                                                |
| 1990 | 43-я      | • Сигурни Уивер — «Деловая девушка» за роль Кэтрин Паркер        |                                                                |
| 1990 | 43-я      | • Пегги Эшкрофт — «Мадам Сузацка» за роль леди Эмили             |                                                                |

## 1991—2000
| Год  | Церемония | Фотографии лауреатов                                                        | Лауреаты и номинанты                                                        |
| ---- | --------- | --------------------------------------------------------------------------- | --------------------------------------------------------------------------- |
| 1991 | 44-я      |                                                                             | • Вупи Голдберг — «Привидение» за роль Оды Мэй Браун                        |
| 1991 | 44-я      | • Ширли Маклейн — «Стальные магнолии» за роль Луизы Будро                   |                                                                             |
| 1991 | 44-я      | • Билли Уайтлоу — «Братья Крэй» за роль Вайолет Крэй                        |                                                                             |
| 1991 | 44-я      | • Анжелика Хьюстон — «Преступления и проступки» за роль Долорес Пэйли       |                                                                             |
| 1992 | 45-я      |                                                                             | • Кейт Неллиган — «Фрэнки и Джонни» за роль Коры                            |
| 1992 | 45-я      | • Аннетт Бенинг — «Кидалы» за роль Майры Лэнгтри                            |                                                                             |
| 1992 | 45-я      | • Аманда Пламмер — «Король-рыбак» за роль Лидии Синклэр                     |                                                                             |
| 1992 | 45-я      | • Джули Уолтерс — «Сценический дебют» за роль Веры                          |                                                                             |
| 1993 | 46-я      |                                                                             | • Миранда Ричардсон — «Ущерб» за роль Ингрид Флеминг                        |
| 1993 | 46-я      | • Хелена Бонэм Картер — «Говардс-Энд» за роль Хелен Шлегел                  |                                                                             |
| 1993 | 46-я      | • Кэти Бэйтс — «Жареные зелёные помидоры» за роль Эвелин Коуч               |                                                                             |
| 1993 | 46-я      | • Миранда Ричардсон — «Жестокая игра» за роль Джуди                         |                                                                             |
| 1994 | 47-я      |                                                                             | • Мириам Маргулис — «Эпоха невинности» за роль миссис Минготт               |
| 1994 | 47-я      | • Вайнона Райдер — «Эпоха невинности» за роль Мэй Велланд                   |                                                                             |
| 1994 | 47-я      | • Мэгги Смит — «Таинственный сад» за роль миссис Медлок                     |                                                                             |
| 1994 | 47-я      | • Холли Хантер — «Фирма» за роль Тэмми Хемфилл                              |                                                                             |
| 1995 | 48-я      |                                                                             | • Кристин Скотт Томас — «Четыре свадьбы и одни похороны» за роль Фионы      |
| 1995 | 48-я      | • Шарлотта Коулман — «Четыре свадьбы и одни похороны» за роль Скарлетт      |                                                                             |
| 1995 | 48-я      | • Салли Филд — «Форрест Гамп» за роль миссис Гамп                           |                                                                             |
| 1995 | 48-я      | • Анжелика Хьюстон — «Загадочное убийство в Манхэттене» за роль Марсии Фокс |                                                                             |
| 1996 | 49-я      |                                                                             | • Кейт Уинслет — «Разум и чувства» за роль Марианны Дэшвуд                  |
| 1996 | 49-я      | • Джоан Аллен — «Никсон» за роль Пэт Никсон                                 |                                                                             |
| 1996 | 49-я      | • Мира Сорвино — «Великая Афродита» за роль Линды Эш                        |                                                                             |
| 1996 | 49-я      | • Элизабет Сприггс — «Разум и чувства» за роль миссис Дженнингс             |                                                                             |
| 1997 | 50-я      |                                                                             | • Жюльет Бинош — «Английский пациент» за роль Ханны                         |
| 1997 | 50-я      | • Лорен Бэколл — «У зеркала два лица» за роль Ханны Морган                  |                                                                             |
| 1997 | 50-я      | • Мэрианн Жан-Батист — «Тайны и ложь» за роль Гортензии Камбербач           |                                                                             |
| 1997 | 50-я      | • Линн Редгрейв — «Блеск» за роль Джиллиан                                  |                                                                             |
| 1998 | 51-я      |                                                                             | • Сигурни Уивер — «Ледяной ветер» за роль Джени Карвер                      |
| 1998 | 51-я      | • Дженнифер Или — «Уайльд» за роль Констанции Ллойд Уайльд                  |                                                                             |
| 1998 | 51-я      | • Зои Уонамейкер — «Уайльд» за роль Ады Леверсон                            |                                                                             |
| 1998 | 51-я      | • Лесли Шарп — «Мужской стриптиз» за роль Джин                              |                                                                             |
| 1999 | 52-я      |                                                                             | • Джуди Денч — «Влюблённый Шекспир» за роль королевы Елизаветы I Английской |
| 1999 | 52-я      | • Бренда Блетин — «Голосок» за роль Мари Хофф                               |                                                                             |
| 1999 | 52-я      | • Кэти Бэйтс — «Основные цвета» за роль Либби Холден                        |                                                                             |
| 1999 | 52-я      | • Линн Редгрейв — «Боги и монстры» за роль Ханны                            |                                                                             |
| 2000 | 53-я      |                                                                             | • Мэгги Смит — «Чай с Муссолини» за роль леди Хестер Рэндом                 |
| 2000 | 53-я      | • Тора Бёрч — «Красота по-американски» за роль Джейн Бёрнем                 |                                                                             |
| 2000 | 53-я      | • Кейт Бланшетт — «Талантливый мистер Рипли» за роль Мередит Лог            |                                                                             |
| 2000 | 53-я      | • Камерон Диас — «Быть Джоном Малковичем» за роль Лотти Шварц               |                                                                             |
| 2000 | 53-я      | • Мина Сувари — «Красота по-американски» за роль Анджелы Хэйес              |                                                                             |

## 2001—2010
| Год  | Церемония | Фотографии лауреатов                                                   | Лауреаты и номинанты                                               |
| ---- | --------- | ---------------------------------------------------------------------- | ------------------------------------------------------------------ |
| 2001 | 54-я      |                                                                        | • Джули Уолтерс — «Билли Эллиот» за роль миссис Джорджии Уилкинсон |
| 2001 | 54-я      | • Джуди Денч — «Шоколад» за роль Арманды Вуазен                        |                                                                    |
| 2001 | 54-я      | • Фрэнсис Макдорманд — «Почти знаменит» за роль Элейн Миллер           |                                                                    |
| 2001 | 54-я      | • Лена Олин — «Шоколад» за роль Жозефины Мускат                        |                                                                    |
| 2001 | 54-я      | • Чжан Цзыи — «Крадущийся тигр, затаившийся дракон» за роль Юй Цзяолун |                                                                    |
| 2002 | 55-я      |                                                                        | • Дженнифер Коннелли — «Игры разума» за роль Алисии Нэш            |
| 2002 | 55-я      | • Джуди Денч — «Корабельные новости» за роль Эгнис Хэмм                |                                                                    |
| 2002 | 55-я      | • Хелен Миррен — «Госфорд-парк» за роль миссис Уилсон                  |                                                                    |
| 2002 | 55-я      | • Мэгги Смит — «Госфорд-парк» за роль графини Констанс Трентэм         |                                                                    |
| 2002 | 55-я      | • Кейт Уинслет — «Айрис» за роль Айрис Мёрдок в молодости              |                                                                    |
| 2003 | 56-я      |                                                                        | • Кэтрин Зета-Джонс — «Чикаго» за роль Велмы Келли                 |
| 2003 | 56-я      | • Тони Коллетт — «Мой мальчик» за роль Фионы Брюэр                     |                                                                    |
| 2003 | 56-я      | • Куин Латифа — «Чикаго» за роль Матроны «Мамы» Мортон                 |                                                                    |
| 2003 | 56-я      | • Джулианна Мур — «Часы» за роль Лоры Браун                            |                                                                    |
| 2003 | 56-я      | • Мерил Стрип — «Адаптация» за роль Сьюзан Орлеан                      |                                                                    |
| 2004 | 57-я      |                                                                        | • Рене Зеллвегер — «Холодная гора» за роль Руби Тьюс               |
| 2004 | 57-я      | • Лора Линни — «Таинственная река» за роль Аннабет Маркум              |                                                                    |
| 2004 | 57-я      | • Джуди Парфитт — «Девушка с жемчужной серёжкой» за роль Марии Тинс    |                                                                    |
| 2004 | 57-я      | • Эмма Томпсон — «Реальная любовь» за роль Карен                       |                                                                    |
| 2004 | 57-я      | • Холли Хантер — «Тринадцать» за роль Мелани Фрилэнд                   |                                                                    |
| 2005 | 58-я      |                                                                        | • Кейт Бланшетт — «Авиатор» за роль Кэтрин Хепбёрн                 |
| 2005 | 58-я      | • Джули Кристи — «Волшебная страна» за роль Эммы Уайтвик дю Морье      |                                                                    |
| 2005 | 58-я      | • Хизер Крэйни — «Вера Дрейк» за роль Джойс Дрейк                      |                                                                    |
| 2005 | 58-я      | • Натали Портман — «Близость» за роль Элис/Джейн                       |                                                                    |
| 2005 | 58-я      | • Мерил Стрип — «Манчжурский кандидат» за роль сенатора Элеанор Шоу    |                                                                    |
| 2006 | 59-я      |                                                                        | • Тэндиве Ньютон — «Столкновение» за роль Кристин Тэйер            |
| 2006 | 59-я      | • Бренда Блетин — «Гордость и предубеждение» за роль миссис Беннет     |                                                                    |
| 2006 | 59-я      | • Кэтрин Кинер — «Капоте» за роль Харпер Ли                            |                                                                    |
| 2006 | 59-я      | • Фрэнсис Макдорманд — «Северная страна» за роль Глори Додж            |                                                                    |
| 2006 | 59-я      | • Мишель Уильямс — «Горбатая гора» за роль Альмы Дельмар               |                                                                    |
| 2007 | 60-я      |                                                                        | • Дженнифер Хадсон — «Девушки мечты» за роль Эффи Уайт             |
| 2007 | 60-я      | • Эмили Блант — «Дьявол носит Prada» за роль Эмили Чарлтон             |                                                                    |
| 2007 | 60-я      | • Эбигейл Бреслин — «Маленькая мисс Счастье» за роль Олив Хувер        |                                                                    |
| 2007 | 60-я      | • Тони Коллетт — «Маленькая мисс Счастье» за роль Шэрил Хувер          |                                                                    |
| 2007 | 60-я      | • Фрэнсис де ла Тур — «Любители истории» за роль миссис Линтотт        |                                                                    |
| 2008 | 61-я      |                                                                        | • Тильда Суинтон — «Майкл Клейтон» за роль Карен Краудер           |
| 2008 | 61-я      | • Кейт Бланшетт — «Меня там нет» за роль Джуда Куинна                  |                                                                    |
| 2008 | 61-я      | • Келли Макдональд — «Старикам тут не место» за роль Карлы Джин Мосс   |                                                                    |
| 2008 | 61-я      | • Саманта Мортон — «Контроль» за роль Деборы Кёртис                    |                                                                    |
| 2008 | 61-я      | • Сирша Ронан — «Искупление» за роль Брайони Таллис в 13 лет           |                                                                    |
| 2009 | 62-я      |                                                                        | • Пенелопа Крус — «Вики Кристина Барселона» за роль Марии Элены    |
| 2009 | 62-я      | • Эми Адамс — «Сомнение» за роль сестры Джеймс                         |                                                                    |
| 2009 | 62-я      | • Фрида Пинто — «Миллионер из трущоб» за роль Латики                   |                                                                    |
| 2009 | 62-я      | • Тильда Суинтон — «После прочтения сжечь» за роль Кэти Кокс           |                                                                    |
| 2009 | 62-я      | • Мариса Томей — «Рестлер» за роль Кэссиди                             |                                                                    |
| 2010 | 63-я      |                                                                        | • Мо'Ник — «Сокровище» за роль Мэри Джонстон                       |
| 2010 | 63-я      | • Энн-Мари Дафф — «Мальчик из ниоткуда» за роль Джулии Леннон          |                                                                    |
| 2010 | 63-я      | • Анна Кендрик — «Мне бы в небо» за роль Натали Кинер                  |                                                                    |
| 2010 | 63-я      | • Кристин Скотт Томас — «Мальчик из ниоткуда» за роль Мими Смит        |                                                                    |
| 2010 | 63-я      | • Вера Фармига — «Мне бы в небо» за роль Алекс Горан                   |                                                                    |

## 2011—2020
| Год  | Церемония | Фотографии лауреатов                                                    | Лауреаты и номинанты                                                    |
| ---- | --------- | ----------------------------------------------------------------------- | ----------------------------------------------------------------------- |
| 2011 | 64-я      |                                                                         | • Хелена Бонэм Картер — «Король говорит!» за роль Елизаветы Боуз-Лайон  |
| 2011 | 64-я      | • Эми Адамс — «Боец» за роль Шарлин Флеминг                             |                                                                         |
| 2011 | 64-я      | • Лесли Мэнвилл — «Ещё один год» за роль Мэри                           |                                                                         |
| 2011 | 64-я      | • Миранда Ричардсон — «Сделано в Дагенхэме» за роль Барбары Касл        |                                                                         |
| 2011 | 64-я      | • Барбара Херши — «Чёрный лебедь» за роль Эрики Сэйерс                  |                                                                         |
| 2012 | 65-я      |                                                                         | • Октавия Спенсер — «Прислуга» за роль Минни Джексон                    |
| 2012 | 65-я      | • Джуди Денч — «7 дней и ночей с Мэрилин» за роль Сибил Торндайк        |                                                                         |
| 2012 | 65-я      | • Мелисса Маккарти — «Девичник в Вегасе» за роль Меган                  |                                                                         |
| 2012 | 65-я      | • Кэри Маллиган — «Драйв» за роль Айрин                                 |                                                                         |
| 2012 | 65-я      | • Джессика Честейн — «Прислуга» за роль Селии Фут                       |                                                                         |
| 2013 | 66-я      |                                                                         | • Энн Хэтэуэй — «Отверженные» за роль Фантины                           |
| 2013 | 66-я      | • Эми Адамс — «Мастер» за роль Пегги Додд                               |                                                                         |
| 2013 | 66-я      | • Джуди Денч — «007: Координаты „Скайфолл“» за роль M                   |                                                                         |
| 2013 | 66-я      | • Салли Филд — «Линкольн» за роль Мэри Тодд Линкольн                    |                                                                         |
| 2013 | 66-я      | • Хелен Хант — «Суррогат» за роль Шерил Коэн Грин                       |                                                                         |
| 2014 | 67-я      |                                                                         | • Дженнифер Лоуренс — «Афера по-американски» за роль Розалин Розенфельд |
| 2014 | 67-я      | • Лупита Нионго — «12 лет рабства» за роль Пэтси                        |                                                                         |
| 2014 | 67-я      | • Джулия Робертс — «Август: Графство Осейдж» за роль Барбары Уэстон     |                                                                         |
| 2014 | 67-я      | • Опра Уинфри — «Дворецкий» за роль Глории Гейнс                        |                                                                         |
| 2014 | 67-я      | • Салли Хокинс — «Жасмин» за роль Джинджер                              |                                                                         |
| 2015 | 68-я      |                                                                         | • Патрисия Аркетт — «Отрочество» за роль Оливии Эванс                   |
| 2015 | 68-я      | • Кира Найтли — «Игра в имитацию» за роль Джоан Кларк                   |                                                                         |
| 2015 | 68-я      | • Рене Руссо — «Стрингер» за роль Нины Ромина                           |                                                                         |
| 2015 | 68-я      | • Имельда Стонтон — «Гордость» за роль Хефины Хидон                     |                                                                         |
| 2015 | 68-я      | • Эмма Стоун — «Бёрдмэн» за роль Сэм                                    |                                                                         |
| 2016 | 69-я      |                                                                         | • Кейт Уинслет — «Стив Джобс» за роль Джоанны Хоффман                   |
| 2016 | 69-я      | • Алисия Викандер — «Из машины» за роль Авы                             |                                                                         |
| 2016 | 69-я      | • Дженнифер Джейсон Ли — «Омерзительная восьмёрка» за роль Дейзи Домерг |                                                                         |
| 2016 | 69-я      | • Руни Мара — «Кэрол» за роль Терезы Беливет                            |                                                                         |
| 2016 | 69-я      | • Джули Уолтерс — «Бруклин» за роль миссис Кох                          |                                                                         |
| 2017 | 70-я      |                                                                         | • Виола Дэвис — «Ограды» за роль Роуз Максон                            |
| 2017 | 70-я      | • Николь Кидман — «Лев» за роль Сью Брайрли                             |                                                                         |
| 2017 | 70-я      | • Хейли Сквайрс — «Я, Дэниел Блейк» за роль Кейти Морган                |                                                                         |
| 2017 | 70-я      | • Мишель Уильямс — «Манчестер у моря» за роль Рэнди Чандлер             |                                                                         |
| 2017 | 70-я      | • Наоми Харрис — «Лунный свет» за роль Паулы                            |                                                                         |
| 2018 | 71-я      |                                                                         | • Эллисон Дженни — «Тоня против всех» за роль Лавоны Голден             |
| 2018 | 71-я      | • Лори Меткалф — «Леди Бёрд» за роль Мэрион Макферсон                   |                                                                         |
| 2018 | 71-я      | • Лесли Мэнвилл — «Призрачная нить» за роль Сюрил Вудкок                |                                                                         |
| 2018 | 71-я      | • Кристин Скотт Томас — «Тёмные времена» за роль Клементины Черчилль    |                                                                         |
| 2018 | 71-я      | • Октавия Спенсер — «Форма воды» за роль Зельды                         |                                                                         |
| 2019 | 72-я      |                                                                         | • Рэйчел Вайс — «Фаворитка» за роль леди Сары Черчилль                  |
| 2019 | 72-я      | • Эми Адамс — «Власть» за роль Линн Чейни                               |                                                                         |
| 2019 | 72-я      | • Марго Робби — «Две королевы» за роль королевы Елизаветы I             |                                                                         |
| 2019 | 72-я      | • Эмма Стоун — «Фаворитка» за роль Эбигейл Хилл                         |                                                                         |
| 2019 | 72-я      | • Клэр Фой — «Человек на Луне» за роль Дженет Армстронг                 |                                                                         |
| 2020 | 73-я      |                                                                         | • Лора Дерн — «Брачная история» за роль Норы Фэншоу                     |
| 2020 | 73-я      | • Скарлетт Йоханссон — «Кролик Джоджо» за роль Рози Бетцлер             |                                                                         |
| 2020 | 73-я      | • Флоренс Пью — «Маленькие женщины» за роль Эми Марч                    |                                                                         |
| 2020 | 73-я      | • Марго Робби — «Однажды в… Голливуде» за роль Шэрон Тейт               |                                                                         |
| 2020 | 73-я      | • Марго Робби — «Скандал» за роль Кайлы Посписил                        |                                                                         |

## 2021—2025
| Год  | Церемония | Фотографии лауреатов                                                 | Лауреаты и номинанты                                      |
| ---- | --------- | -------------------------------------------------------------------- | --------------------------------------------------------- |
| 2021 | 74-я      |                                                                      | • Юн Ёджон — «Минари» за роль Сун-я                       |
| 2021 | 74-я      | • Нив Алгар — «Стойкая броня» за роль Урсулы                         |                                                           |
| 2021 | 74-я      | • Косар Али — «Рокс» за роль Сумайи                                  |                                                           |
| 2021 | 74-я      | • Мария Бакалова — «Борат 2» за роль Тутар Сагдиевой                 |                                                           |
| 2021 | 74-я      | • Эшли Мадекве — «Границы округа» за роль Тони                       |                                                           |
| 2021 | 74-я      | • Доминик Фишбэк — «Иуда и чёрный мессия» за роль Деборы Джонсон     |                                                           |
| 2022 | 75-я      |                                                                      | • Ариана Дебоз — «Вестсайдская история» за роль Аниты     |
| 2022 | 75-я      | • Джесси Бакли — «Незнакомая дочь» за роль Леды Карузо в молодости   |                                                           |
| 2022 | 75-я      | • Катрина Балф — «Белфаст» за роль Ма                                |                                                           |
| 2022 | 75-я      | • Энн Дауд — «Исповедь» за роль Линды                                |                                                           |
| 2022 | 75-я      | • Рут Негга — «Идентичность» за роль Клэр Беллью                     |                                                           |
| 2022 | 75-я      | • Онжаню Эллис — «Король Ричард» за роль Брэнди Уильямс              |                                                           |
| 2023 | 76-я      |                                                                      | • Керри Кондон — «Банши Инишерина» за роль Шивон Салливан |
| 2023 | 76-я      | • Анджела Бассетт — «Чёрная пантера: Ваканда навеки» за роль Рамонды |                                                           |
| 2023 | 76-я      | • Джейми Ли Кёртис — «Всё везде и сразу» за роль Дейдры Боубейрдра   |                                                           |
| 2023 | 76-я      | • Долли де Леон — «Треугольник печали» за роль Эбигайл               |                                                           |
| 2023 | 76-я      | • Кэри Маллиган — «Её правда» за роль Меган Туи                      |                                                           |
| 2023 | 76-я      | • Хонг Чау — «Кит» за роль Лиз                                       |                                                           |
| 2024 | 77-я      |                                                                      | • Давайн Джой Рэндольф — «Оставленные» за роль Мэри Лэм   |
| 2024 | 77-я      | • Эмили Блант — «Оппенгеймер» за роль Кэтрин Оппенгеймер             |                                                           |
| 2024 | 77-я      | • Даниэль Брукс — «Цвет лиловый» за роль Софии Джонсон               |                                                           |
| 2024 | 77-я      | • Розамунд Пайк — «Солтберн» за роль Элспет Кэттон                   |                                                           |
| 2024 | 77-я      | • Клэр Фой — «Незнакомцы» за роль мамы                               |                                                           |
| 2024 | 77-я      | • Сандра Хюллер — «Зона интересов» за роль Хедвиг Хёсс               |                                                           |
| 2025 | 78-я      |                                                                      | • Зои Салдана — «Эмилия Перес» за роль Риты Моры Кастро   |
| 2025 | 78-я      | • Селена Гомес — «Эмилия Перес» за роль Джесси дель Монте            |                                                           |
| 2025 | 78-я      | • Ариана Гранде — «Злая: Сказка о ведьме Запада» за роль Глинды      |                                                           |
| 2025 | 78-я      | • Фелисити Джонс — «Бруталист» за роль Эржебет Тот                   |                                                           |
| 2025 | 78-я      | • Джейми Ли Кёртис — «Шоугёрл» за роль Аннетт                        |                                                           |
| 2025 | 78-я      | • Изабелла Росселлини — «Конклав» за роль сестры Агнес               |                                                           |